# Dinastia Trastàmara a Catalunya
La dinastia Trastàmara a Catalunya es va instal·lar, igual que a la resta de la Corona d'Aragó, arran dels acords del Compromís de Casp del 1412 que varen triar un nou rei, Ferran I de Catalunya-Aragó (1412-1416) després de la mort de Martí l'Humà de la Casa de Barcelona.
La nova dinastia, més acostumada als modes de fer de Castella, no s'acostumava al pactisme que des del segle xiii limitava el poder del rei en favor de les Corts Catalanes i la Diputació del General de Catalunya. A les Corts de Barcelona del 1413 va haver de cedir a les pressions i donar-les més poder, però tot i així va mantenir el cèlebre enfrontament del vectigal, el 1416, amb els poders de Barcelona. Ja va crear molt de malestar quan, en adreçar-se a les Corts, ho va fer en castellà amb disgust de molts assistents.
El malestar entre les institucions catalanes i la nova dinastia arribà al moment de màxima tensió en la Guerra Civil Catalana, quan la Generalitat va declarar que el rei no tenia el dret de posar el peu a Catalunya sense el seu consentiment. Enmig de la guerra intentaren canviar de dinastia moltes vegades sense èxit, triant diversos nous reis.
Finalment, el rei va traslladar-se a viure a fora de la Corona d'Aragó, a Castella. En perdre la pressió dels catalans va posar les bases per tal que al segle xvii Felip IV de Castella veiés Catalunya com un apèndix i pogués annexionar-la i assimilar-la a la cultura castellana.